# Panch Mahal
Il Panch Mahal è un palazzo a Fatehpur Sikri, nell'Uttar Pradesh, in India.

## Descrizione
Il Panch Mahal che significa "Palazzo a cinque livelli" venne commissionato dall'imperatore Moghul, Akbar. Questa struttura si trova vicino ai quartieri Zenana (Harem, cosa che porta a supporre che fosse utilizzata per l'intrattenimento e il relax. Questo è uno degli edifici più importanti di Fatehpur Sikri ed è una struttura straordinaria che impiega gli elementi architettonici di un tempio buddista. Interamente colonnare, costituita da quattro piani di grandezza decrescente disposti asimmetricamente, con 84 colonne. Queste colonne, che originariamente avevano jaali (schermi) tra di loro, sostengono l'intera struttura. Un tempo questi schermi fornivano purdah (copertura) alle regine e alle principesse sulle terrazze superiori che potevano godersi la fresca brezza e guardare splendide viste sulle fortificazioni di Sikri e sulla città annidata ai piedi del crinale.
Il padiglione offre una vista maestosa del forte che si trova alla sua sinistra. La piscina di fronte al Panch Mahal si chiama Anoop Talab. Sarebbe stata riempita d'acqua, tranne che per il ponte, e sarebbe stata l'ambientazione di concerti musicali e altri intrattenimenti. Il piano terra ha 84 colonne, il primo piano 56 e il secondo e il terzo rispettivamente 20 e 12. Il coronamento della struttura è supportato da 4 colonne che sostengono un chhatri. Ci sono 176 colonne in tutto e ognuna è elegantemente scolpita con disegni unici.
Viene anche chiamato "Il sogno delle pietre".